# Otto Mann
Otto Mann (geboren op 18 januari 1963) is een personage uit de Amerikaanse animatieserie The Simpsons. Zijn stem wordt ingesproken door Harry Shearer.
Otto is de chauffeur van de schoolbus van de lagere school van Springfield. Hij staat bekend om zijn roekeloze rijstijl en zijn liefde voor heavy metal.

## Profiel
Otto heeft gestudeerd aan de Brown-universiteit, waar hij Sigma afstudeerde. Er is weinig over zijn leven bekend, maar hij leeft duidelijk niet in al te beste omstandigheden. Hij woont in een slonzige flat en heeft duidelijk ook een drugs- en alcoholprobleem. Bij een bijeenkomst van de Anonieme Alcoholisten introduceerde hij zichzelf met het zinnetje: "My name is Otto, and I love to get blotto!"
Otto’s naam is een woordspeling op Ottomanen. Oorspronkelijk wilden de schrijvers hem "Otto Mechanic" noemen, maar die grap is nooit in de serie verwerkt.

## Chauffeurskwaliteiten
Alhoewel Otto de schoolbus bestuurt is hij duidelijk geen veilig chauffeur. In "The Otto Show" vertelde hij schoolhoofd Skinner dat hij zijn bus al 15 keer heeft gecrasht zonder dat er gewonden vielen. Tijdens diezelfde aflevering wordt hij na een zwaar ongeluk ontslagen, temeer omdat hij geen rijbewijs blijkt te hebben. Omdat hij zijn huur niet kan betalen wordt hij uit zijn flat gezet en moet bij The Simpsons intrekken. De enige reden waarom hij zijn rijbewijs uiteindelijk terugkrijgt is omdat hij tegen Patty zei dat hij Homer wil vernederen door te tonen dat hij wel in staat is om dit document te behalen. Gezien Patty zo'n hekel heeft aan Homer hielp ze hem er vlot door, ook al blijft Otto een ebarmelijk chauffeur.
Al meer dan eens was te zien dat Otto de bus bestuurde terwijl hij rookte of onder invloed van marihuana was. In de aflevering "The Seven-Beer Snitch" werd zijn urine getest, en bleek vol te zitten met "crack, smack, uppers, downers, outers, inners, horse tranquilizers, cow paralyzers, blue bombers, green goofers, yellow submarines, LSD Mach 3" en maar een klein beetje echte urine. In "Das Bus" crashte Otto de bus met passagiers en al in de zee. In "Homerpalooza" reed hij per ongeluk een autosloperij binnen en werd de bus geplet tot miniatuurformaat.

## Familie
Otto’s vader is een marineadmiraal, en de twee kunnen niet met elkaar overweg. Zijn vader waarschuwde Otto dat als hij de hele dag op zijn gitaar zou spelen, zijn leven niets zou worden.
Otto was ooit verloofd met een vrouw genaamd Becky, maar op de bruiloft bleek ze niet van heavy metal te houden. Otto moest kiezen tussen Becky en zijn muziek, en koos het tweede.

## Liefde voor muziek
Otto is een grote fan van hard rock en heavy metal. Zijn favoriete nummers zijn onder andere "Iron Man" van Black Sabbath, "Dazed and Confused" van Led Zeppelin, "Frankenstein" van The Edgar Winter Group, "Freebird" van Lynyrd Skynyrd, "Every Rose Has Its Thorn" van Poison, "Purple Haze" van The Jimi Hendrix Experience en "We're an American Band" van Grand Funk Railroad. Hij houdt ook van Metallica, AC/DC en Judas Priest.
Homer Simpson · Marge Simpson · Bart Simpson · Lisa Simpson · Maggie Simpson · Abraham Simpson · Patty en Selma Bouvier · Jacqueline Bouvier · Mona Simpson · Santa's Little Helper · Snowball II · Familie Bouvier
Jasper Beardley · Comic Book Guy · Eddie en Lou · Maude Flanders · Ned Flanders · Professor Frink · Barney Gumble · Julius Hibbert · Lionel Hutz · Eerwaarde Lovejoy · Kapitein Horatio McCallister · Hans Moleman · Bleeding Gums Murphy · Apu Nahasapeemapetilon · Mayor Joe Quimby · Dr. Nick Riviera · Agnes Skinner · Cletus Spuckler · Squeaky Voiced Teen · Disco Stu · Moe Szyslak · Kirk Van Houten · Luann Van Houten · Chief Clancy Wiggum
Gary Chalmers · Rod en Todd Flanders · Jimbo Jones · Kearney · Edna Krabappel · Otto Mann · Nelson Muntz · Martin Prince · Seymour Skinner · Milhouse Van Houten · Ralph Wiggum · Groundskeeper Willie · andere studenten
Montgomery Burns · Carl Carlson · Lenny Leonard · Waylon Smithers
Itchy en Scratchy · Kent Brockman · Krusty de Clown · Troy McClure · Rainier Wolfcastle · Radioactive Man
Snake · Kang & Kodos · Sideshow Bob · Fat Tony
Treehouse of Horror
Bart vs. the World · Bart Simpson's Escape from Camp Deadly · The Simpsons Arcadespel · Bart vs. the Space Mutants · Bart's House of Weirdness ·Bart vs. The Juggernauts · Krusty's Fun House · Bartman Meets Radioactive Man · Bart's Nightmare · The Itchy and Scratchy Game · Virtual Bart · Bart and the Beanstalk · Itchy & Scratchy in Miniature Golf Madness · Cartoon Studio · Virtual Springfield · Night of the Living Treehouse of Horror · Bowling · Wrestling · Road Rage · Skateboarding · Hit & Run · The Simpsons Game · The Simpsons: Tapped Out
The Simpsons · The Simpsons Pinball Party
Strips: Simpsons Comics · Bart Simpson serie · Itchy & Scratchy Comics · Bart Simpson's Treehouse of Horror · Futurama/Simpsons Infinitely Secret Crossover Crisis
Tijdschrift: Simpsons Illustrated
Boeken: Bart Simpson's Guide to Life · Family Album · Library of Wisdom · Complete Guides · Planet Simpson · The Simpsons and Philosophy
Actiefiguurtjes: World of Springfield
The Simpsons Movie
Bankgrap ·
Canyonero · 
D'oh! · 
Duff Beer · 
Schoolbordgrap · 